# أميانتيت السعودية
شركة أميانتيت العربية السعودية هي شركة مساهمة سعودية، تأسست في الثامن عشر من يناير عام 1994، برأس مال يبلغ مليار ومئة وخمسة وخمسين مليون ريال سعودي وأصبحت شركة عامة مدرجة في السوق المالية السعودية (تداول) منذ نوفمبر 1996،تنشط الشركة في إنشاء المصانع وامتلاك وإدارة وتشغيل المنشآت الصناعية وتسويق منتجاتها وبالأخص المشاريع الصناعية الخاصة بإنتاج الأنابيب.

## تاريخ الشركة
أسست الشركة في عام 1388هـ (1968م) في مدينة الدمام كشركة ذات مسؤولية محدودة لتصنيع الانابيب والخزانات والمواد المطاطية. وبعد عدة سنوات أنشأت الشركة مجموعة من الشركات. حولت الشركة من شركة ذات مسؤولية محدودة إلى شركة مساهمة سعودية بموجب قرار وزير التجارة رقم (886) في 06-08-1414هـ، وبدأ تداول أسهمها في شهر مايو عام 1996م. وفي عام 1997م بدأت اميانتيت بالتوسع والانتشار في البلدان المجاورة مثل دول الخليج العربي ودول أخرى. وفي عام 2001م اشترت أميانتيت أكبر مجموعة شركات صناعة أنابيب الفيبرغلاس في العالم (فلوتايت) والمنتشرة في معظم دول أوروبا وأفريقيا وأمريكا الجنوبية واسيا. بالإضافة إلى ذلك فان مجموعة (فلوتايت) تملك تقنية صناعة أنابيب الفيبرغلاس في العالم وترخص بها للغير. في عام 2017م اندمجت (فلوتايت) مع مجموعة هوباس في أوروبا والمتخصصة في صناعة أنابيب الفيبرغلاس لتقنية الطرد المركزي وأنشئ كيان جديد اسمه (امبلو) بمشاركة 50% لكل من (فلوتايت) و50% لهوباس.

## نشاط الشركة
صناعة الانابيب على اختلاف أنواعها والخزانات والوصلات وتملك التقنية وتصنيع الآلات اللازمة للأنابيب وإدارة مشاريع المياه والمقاولات.

## الشركات التابعة
شركات تابعة لشركة أميانتيت العربية السعودية:
| اسم الشركة التابعة                                                   | نسبة الملكية | النشاط الرئيسي                                       | مكان العمليات                       | مكان التأسيس                      |
| -------------------------------------------------------------------- | ------------ | ---------------------------------------------------- | ----------------------------------- | --------------------------------- |
| الشركة العالمية لإدارة وتشغيل البنية التحتية المحدودة (اميواتر)      | 100.00%      | إدارة وصيانة مشاريع المياه ومحطات التحلية            | الدمام - الصناعية الأولى            | المملكة العربية السعودية          |
| الشركة العربية السعودية لصناعة أنابيب حديد الدكتايل المحدودة (ساديب) | 100.00%      | إنتاج الأنابيب                                       | الدمام - الصناعية الثانية           | المملكة العربية السعودية          |
| الشركة العربية لتجارة مواد البناء والمعدات الصناعية المحدودة         | 100.00%      | التجارة                                              | الدمام - الصناعية الأولى            | المملكة العربية السعودية          |
| شركة البنية التحتية الهندسية للمقاولات المحدودة                      | 100.00%      | خدمات التصميم والتركيب                               | الدمام - الصناعية الأولى            | المملكة العربية السعودية          |
| شركة أميانتيت لصناعة الفيبرجلاس المحدودة (افيل)                      | 100.00%      | إنتاج الأنابيب                                       | الدمام - الصناعية الأولى            | المملكة العربية السعودية          |
| مصنع شركة أميانتيت لصناعة المطاط المحدودة (اريل)                     | 100.00%      | إنتاج الحلقات المطاطية والمواد اللازمة للأنابيب      | الدمام - الصناعية الأولى            | المملكة العربية السعودية          |
| شركة أميكون السعودية المحدودة                                        | 99.93%       | إنتاج الأنابيب والصمامات                             | الدمام - الصناعية الثانية           | المملكة العربية السعودية          |
| مصنع شركة بوند ستراند المحدودة                                       | 60.00%       | إنتاج الأنابيب                                       | الدمام - الصناعية الأولى            | المملكة العربية السعودية          |
| شركة أميانتيت العالمية القابضة المحدودة                              | 100.00%      | شركة قابضة                                           | مملكة البحرين ـ المنامة             | مملكة البحرين ـ المنامة           |
| شركة تقنية الدكتايل المحدودة (دكتك)                                  | 100.00%      | بيع وشراء العقارات وتأجيرها                          | مملكة البحرين ـ المنامة             | مملكة البحرين ـ المنامة           |
| شركة بي .دبليو . تي واسر اند اوسر تكنيتك،                            | 100.00%      | إنشاء وإدارة و صيانة محطات تنقية المياه والصرف الصحي | المانيا                             | المانيا                           |
| أميانتيت مالطا القابضة المحدودة                                      | 100.00%      | قابضة                                                | مالطا                               | مالطا                             |
| شركة أميتيك استانا للأنابيب                                          | 51.00%       | صناعة ألانابيب                                       | كازاخستان                           | كازاخستان                         |
| شركة اميتيك سويسرا                                                   | 100.00%      | قابضة                                                | سويسرا                              | سويسرا                            |
| فلوتايت للهندسة                                                      | 100.00%      | استشارات وتقنية                                      | المانيا                             | المانيا                           |
| بي دبليوتي السعودية المحدودة                                         | 100.00%      | إنشاء وإدارة وصيانة محطات تنقية المياه والصرف الصحي  | الدمام - الصناعية الأولى            | المملكة العربية السعودية          |
| شركة بي دبليو تي العربية                                             | 100.00%      | إنشاء وإدارة وصيانة محطات تنقية المياه والصرف الصحي  | الدمام/ فرع لشركة بي دبليو /المانيا | المانيا                           |
| شركة بي دبليو تي اس يو دبل يو أوه أوه أوه - تركمانستان               | 100.00%      | إنشاء وإدارة و صيانة محطات تنقية المياه والصرف الصحي | تركمانستان                          | تركمانستان                        |
| شركة أكواموندو المحدودة                                              | 100.00%      | أدارة المياه                                         | المانيا                             | المانيا                           |
| شركة أميانتيت العربية السعودية للإدارة المحدودة                      | 100.00%      | الإدارة                                              | المملكة العربية السعودية / الدمام   | المملكة العربية السعودية / الدمام |
| فلوتايت للتصدير اي اس                                                | 100.00%      | البيع والتجارة                                       | المانيا                             | المانيا                           |

## البيانات
| تاريخ التأسيس | تاريخ الادراج | الرمز الدولي | نهاية السنة المالية | مراجعي الحسابات                      |
| ------------- | ------------- | ------------ | ------------------- | ------------------------------------ |
| 13-06-1968    | 04-05-1996    | SA0007879337 | 31/12               | شركة الخراشي وشركاه محاسبون قانونيون |

## ملف الأسهم
| رأس المال المصرح به (ريال سعودي) | عدد الأسهم المصدرة | رأس المال المدفوع (ريال سعودي) | القيمة الاسمية للسهم | القيمة المدفوعة للسهم |
| -------------------------------- | ------------------ | ------------------------------ | -------------------- | --------------------- |
| 320,000,000                      | 32,000,000         | 320,000,000                    | 10                   | 10                    |

* آخر تحديث :2020-12-02
تغيرات في راس المال
| تاريخ اعلان التوصية | نوع الإصدار     | تاريخ الاستحقاق | رأس المال الجديد | رأس المال السابق | الفرق التراكمي | ملاحظات |
| ------------------- | --------------- | --------------- | ---------------- | ---------------- | -------------- | ------- |
| 2020-06-14          | حقوق الاولوية   | 2020-12-01      | 320,000,000      | 200,000,000      | - 30,000,000   |         |
| 2020-06-14          | تخفيض رأس المال | 2020-12-01      | 200,000,000      | 344,517,000      | - 150,000,000  |         |
| 2019-08-04          | تخفيض رأس المال | 2019-09-10      | 344,517,000      | 1,155,000,000    | - 6,000,000    |         |
| 2004-07-06          | حقوق الاولوية   | 2005-07-18      | 1,155,000,000    | 770,000,000      | + 805,000,000  |         |
| 2004-03-28          | منحة اسهم       | 2004-05-19      | 770,000,000      | 700,000,000      | + 420,000,000  |         |
| 2003-03-11          | منحة اسهم       | 2003-06-03      | 700,000,000      | 650,000,000      | + 350,000,000  |         |
| 2002-03-11          | منحة اسهم       | 2002-04-15      | 650,000,000      | 550,000,000      | + 300,000,000  |         |
| 2001-03-23          | منحة اسهم       | 2001-05-02      | 550,000,000      | 400,000,000      | + 200,000,000  |         |
| 2000-05-03          | منحة اسهم       | 2000-05-18      | 400,000,000      | 350,000,000      | + 50,000,000   |         |

* آخر تحديث: 2021/05/27
- المصدر: إفصاح